# Calcio ai Giochi della XXVI Olimpiade - Torneo femminile
Il torneo femminile di calcio ai Giochi della XXVI Olimpiade si è svolto dal 21 luglio al 1º agosto 1996 ed è stato ospitato da cinque diversi stadi.
La medaglia d'oro è stata vinta per la prima volta dagli Stati Uniti, che hanno superato in finale per 2-1 la Cina, alla quale è andata la medaglia d'argento. La medaglia di bronzo è stata vinta dalla Norvegia, che nella finale per il terzo posto ha sconfitto il Brasile per 2-0.
Questa è stata la prima volta che è stato disputato il torneo femminile di calcio, 96 anni dopo la prima volta del torneo maschile ai Giochi di Parigi 1900, e cinque anni dopo la prima edizione del campionato mondiale. Al torneo presero parte le migliori sette classificate al campionato mondiale 1995, eccetto gli Stati Uniti, ammessi come Paese organizzatore, e l'Inghilterra, non eleggibile. In una delle due semifinali si affrontarono le due nazionali più forti, Norvegia e Stati Uniti, con la sfida che venne risolta ai tempi supplementari grazie al golden goal realizzato da Shannon MacMillan, che mandò le statunitensi in finale. Nell'altra semifinale, la Cina superò il Brasile per 3-2 con una rete realizzata allo scadere dei tempi regolamentari. La finale venne disputata davanti a circa 76 000 spettatori al Sanford Stadium e vide gli Stati Uniti superare la Cina per 2-1 grazie alla rete realizzata da Tiffeny Milbrett a metà del secondo tempo, conquistando così la prima medaglia d'oro olimpica al torneo femminile.

## Formato
Le otto squadre partecipanti sono state divise in due gironi da quattro e ciascuna squadra ha affrontato tutte le altre, per un totale di tre giornate. Le prime due classificate accedevano alle semifinali.

## Squadre partecipanti
| Torneo di qualificazione | Data             | Luogo  | Posti | Qualificate |
| ------------------------ | ---------------- | ------ | ----- | ----------- |
| Paese organizzatore      |                  |        | 1     | Stati Uniti |
| Campionato mondiale 1995 | 5-18 giugno 1995 | Svezia | 7     | Norvegia    |
| Campionato mondiale 1995 | 5-18 giugno 1995 | Svezia | 7     | Germania    |
| Campionato mondiale 1995 | 5-18 giugno 1995 | Svezia | 7     | Cina        |
| Campionato mondiale 1995 | 5-18 giugno 1995 | Svezia | 7     | Svezia      |
| Campionato mondiale 1995 | 5-18 giugno 1995 | Svezia | 7     | Danimarca   |
| Campionato mondiale 1995 | 5-18 giugno 1995 | Svezia | 7     | Giappone    |
| Campionato mondiale 1995 | 5-18 giugno 1995 | Svezia | 7     | Brasile     |
| Totale                   |                  |        | 8     |             |

## Fase a gironi

### Girone E

#### Classifica finale
| Pos. | Squadra     | Pt | G | V | N | P | GF | GS | DR |
| ---- | ----------- | -- | - | - | - | - | -- | -- | -- |
| 1.   | Cina        | 7  | 3 | 2 | 1 | 0 | 7  | 1  | +6 |
| 2.   | Stati Uniti | 7  | 3 | 2 | 1 | 0 | 5  | 1  | +4 |
| 3.   | Svezia      | 3  | 3 | 1 | 0 | 2 | 4  | 5  | -1 |
| 4.   | Danimarca   | 0  | 3 | 0 | 0 | 3 | 2  | 11 | -9 |

#### Risultati
| Arbitro: | De Vasconcellos |

|                                     |           |  |
| Venturini 37’ Hamm 41’ Milbrett 49’ | Marcatori |  |

| Arbitro: | Al-Ghandour |

|  |           |                  |
|  | Marcatori | 31’ Shi 32’ Zhao |

| Arbitro: | Skogvang |

|                             |           |                     |
| Venturini 15’ MacMillan 62’ | Marcatori | 64’ (aut.) Overback |

| Arbitro: | Archundia |

|               |           |                                            |
| L. Madsen 55’ | Marcatori | 10’ Shi 15’ Liu A. 29’, 59’ Sun Q. 32’ Fan |

| Miami 25 luglio 1996, ore 18:30 UTC-5 | Stati Uniti | 0 – 0 referto | Cina | Orange Bowl\| Arbitro: \| Collina \| |
| Arbitro:                              | Collina     |               |      |                                      |

| Arbitro: | De Vasconcellos |

|            |           |                                |
| Jensen 90’ | Marcatori | 62’, 68’ Swedberg 76’ Videkull |

### Girone F

#### Classifica finale
| Pos. | Squadra  | Pt | G | V | N | P | GF | GS | DR |
| ---- | -------- | -- | - | - | - | - | -- | -- | -- |
| 1.   | Norvegia | 7  | 3 | 2 | 1 | 0 | 9  | 4  | +5 |
| 2.   | Brasile  | 5  | 3 | 1 | 2 | 0 | 5  | 3  | +2 |
| 3.   | Germania | 4  | 3 | 1 | 1 | 1 | 6  | 6  | 0  |
| 4.   | Giappone | 0  | 3 | 0 | 0 | 3 | 2  | 9  | -7 |

#### Risultati
| Arbitro: | Denoncourt |

|                                       |           |                    |
| Wiegmann 5’ Tōmei 29’ (aut.) Mohr 52’ | Marcatori | 18’ Kioba 33’ Noda |

| Arbitro: | García-Aranda |

|                         |           |                   |
| Medalen 32’ Aarønes 68’ | Marcatori | 57’, 89’ Pretinha |

| Arbitro: | Jonsson |

|                        |           |  |
| Kátia 68’ Pretinha 78’ | Marcatori |  |

| Arbitro: | Lennie |

|                                  |           |                        |
| Aarønes 5’ Medalen 34’ Riise 65’ | Marcatori | 32’ Wiegmann 62’ Prinz |

| Arbitro: | Al Mehannah |

|                                              |           |  |
| Pettersen 25’, 86’ Medalen 60’ Tangeraas 74’ | Marcatori |  |

| Arbitro: | Denoncourt |

|           |           |               |
| Sissi 53’ | Marcatori | 4’ Wunderlich |

## Fase ad eliminazione diretta

### Tabellone
|  | Semifinali | Semifinali  | Semifinali  |             |      | Finale          | Finale          | Finale          |  |
|  |            |             |             |             |      |                 |                 |                 |  |
|  | 1E         | Cina        | 3           |             |      |                 |                 |                 |  |
|  | 1E         | Cina        | 3           |             |      |                 |                 |                 |  |
|  | 2F         | Brasile     | 2           |             |      |                 |                 |                 |  |
|  | 2F         | Brasile     | 2           |             | Cina | Cina            | 1               |                 |  |
|  |            |             |             |             | Cina | Cina            | 1               |                 |  |
|  |            |             | Stati Uniti | Stati Uniti | 2    |                 |                 |                 |  |
|  | 1F         | Norvegia    | Stati Uniti | Stati Uniti | 2    | 1               |                 |                 |  |
|  | 1F         | Norvegia    |             |             |      | 1               |                 |                 |  |
|  | 2E         | Stati Uniti | 2           |             |      | Finale 3º posto | Finale 3º posto | Finale 3º posto |  |
|  | 2E         | Stati Uniti | 2           |             |      |                 |                 |                 |  |
|  |            |             |             |             |      |                 |                 |                 |  |
|  |            |             |             |             |      | Brasile         | Brasile         | 0               |  |
|  |            |             |             |             |      | Brasile         | Brasile         | 0               |  |
|  |            |             |             |             |      | Norvegia        | Norvegia        | 2               |  |

### Semifinali
| Arbitro: | Ingrid Jonsson |

|                        |           |                         |
| Sun Q. 5’ Wei 83’, 90’ | Marcatori | 67’ Roseli 72’ Pretinha |

| Arbitro: | Denoncourt |

|             |           |                          |
| Medalen 18’ | Marcatori | 76’ Akers 100’ MacMillan |

### Finale 3º posto
| Arbitro: | Jonsson |

|  |           |                  |
|  | Marcatori | 21’, 25’ Aarønes |

### Finale
| Arbitro: | Skogvang |

| |            | |
| Sun W. 32’ | Marcatori  | 19’ MacMillan 68’ Milbrett |
| · Gao · 86’ Wang · Fan · 7’ Xie · Zhao · Shui · Sun W. · Liu A. · Sun Q. · Liu Y. · 69’ Shi · A disposizione: · Zhong · 86’ Yu · 69’ Wei · Wen · Chen · Zhang · Niu | Formazioni | · Scurry 40’ · Overbeck · Chastain · MacMillan · Hamm 89’ · Akers · Foudy · Lilly 15’ · Fawcett · Venturini · Milbrett 33’ 71’ · A disposizione: · Parlow · Roberts 71’ · Wilson · Gabarra 89’ · Cromwell · Staples Bryan · Webber |
| Ma | Allenatori | DiCicco |

## Classifica finale
| Pos     | Squadre     | Formazione |
| ------- | ----------- | --- |
| Oro     | Stati Uniti | Stati Uniti1 Scurry, 2 Harvey, 3 Parlow, 4 Overbeck, 5 Roberts, 6 Chastain, 7 Wilson, 8 MacMillan, 9 Hamm, 10 Akers, 11 Foudy, 12 Gabarra, 13 Lilly, 14 Fawcett, 15 Venturini, 16 Milbrett, 17 Cromwell, 18 Staples Bryan, 20 Webber, CT: DiCicco                                 |
| Argento | Cina        | Cina1 Zhong H., 2 Wang L., 3 Fan Y., 4 Yu H., 5 Xie H., 6 Zhao L., 7 Wei H., 8 Shui Q., 9 Sun W., 10 Liu A., 11 Sun Q., 12 Wen L., 13 Liu Y., 14 Chen Y., 15 Shi G., 16 Gao H., 18 Zhang Y., 20 Niu L., CT: Ma Y.                                                                 |
| Bronzo  | Norvegia    | Norvegia1 Nordby, 2 Carlsen, 3 Espeseth, 4 N. Andersen, 5 Myklebust, 6 Riise, 7 A. Andersen, 8 Støre, 9 Pettersen, 10 Medalen, 11 Sandaune, 12 Seth, 13 Svensson, 14 Haugen, 15 Tangeraas, 16 Aarønes, 17 Frustøl, 18 Thun, 19 Sternhoff, CT: Pellerud                            |
| 4.      | Brasile     | Brasile1 Meg, 2 Nenê, 3 Suzy, 4 Fanta, 5 Márcia Taffarel, 6 Elane, 7 Pretinha, 8 Formiga, 9 Michael Jackson, 10 Sissi, 11 Roseli, 12 Didi, 13 Marisa, 14 Tânia, 15 Nilda, 16 Sônia, 18 Leda Maria, 19 Kátia, CT: Duarte                                                           |
| 5.      | Germania    | Germania1 Goller, 2 Nardenbach, 3 Austermühl, 4 Stegemann, 5 Fitschen, 6 Pohlmann, 7 Voss, 8 Wiegmann, 9 Mohr, 10 Neid, 11 Brocker, 12 Kraus, 13 Minnert, 14 P. Wunderlich, 15 Prinz, 16 Lingor, 17 T. Wunderlich, 18 Bornschein, 19 Smisek, 20 Francke, CT: Bisanz               |
| 6.      | Svezia      | Svezia1 Nilsson, 2 Sandell, 3 Jakobsson, 4 Nessvold, 5 Bengtsson, 6 Pohjanen, 7 Sundhage, 8 Swedberg, 9 Andersson, 10 Kalte, 11 Videkull, 12 Karlsson, 13 Svensson-Gustafsson, 14 Kun, 15 Carlsson, 16 Ljungberg, 17 Larsson, 18 Lönnqvist, 19 Bowall, 20 Wahlgren, CT: Simonsson |
| 7.      | Giappone    | Giappone1 Ozawa, 2 Tōmei, 3 Yamaki, 4 Haneta, 5 Obe, 6 Nishina, 7 Sawa, 8 Takakura, 9 Kioka, 10 Noda, 11 Handa, 12 Uchiyama, 13 Otake, 14 Kadohara, 15 Izumi, 16 Onodera, CT: Suzuki                                                                                              |
| 8.      | Danimarca   | Danimarca1 Larsen, 2 Laursen, 3 B. Madsen, 4 Flæng, 5 Holm, 6 Petersen, 7 Christensen, 8 Kolding, 9 H. Jensen, 10 Krogh, 11 L. Madsen, 12 Terp, 13 Dot Eggers Nielsen, 14 Pedersen, 15 Bonde, 16 Bjerregaard, 17 C. Jensen, 18 Hansen, 19 Stelling, CT: Gantzhorn                 |

## Statistiche

### Classifica marcatrici
4 reti
- Pretinha

- Ann Kristin Aarønes

- Linda Medalen

3 reti
- Sun Qingmei

- Shannon MacMillan

2 reti
- Shi Guihong
- Wei Haiying
- Bettina Wiegmann

- Marianne Pettersen
- Malin Swedberg

- Tiffeny Milbrett
- Tisha Venturini

1 rete
- Kátia
- Roseli
- Sissi
- Fan Yunjie
- Liu Ailing
- Fan Yunjie
- Sun Wen

- Helle Jensen
- Lene Madsen
- Heidi Mohr
- Birgit Prinz
- Pia Wunderlich
- Futaba Kioka

- Akemi Noda
- Hege Riise
- Trine Tangeraas
- Lena Videkull
- Michelle Akers
- Mia Hamm